# Iranoleon octavus
Iranoleon octavus is een insect uit de familie van de mierenleeuwen (Myrmeleontidae), die tot de orde netvleugeligen (Neuroptera) behoort. 
Iranoleon octavus is voor het eerst wetenschappelijk beschreven door Hölzel in 1981.